# 1st Issue Special
1st Issue Special fue una serie de revistas de historietas de corta vida de la editorial DC Comics, hecha con un estilo similar a la serie Showcase, y publicada entre 1975 y 1976.

## Historia de la publicación
Gerry Conway explicó el origen de la serie: "1st Issue Special fue un concepto peculiar basado en la observación del editor Carmine Infantino en el sentido de que los primeros números de cada título a menudo venden mejor que los números siguientes. Carmine tuvo la gran idea de una serie mensual de solo primeros números. Sonaba como broma, pero estaba siendo muy serio.
Solo uno de los títulos logró su propia serie regular, The Warlord de Mike Grell, que apareció por primera vez en el número 8 de noviembre de 1975.
Los números #1 (Atlas), el 5 (un renovado Manhunter), y el 6 (Dingbats of Danger Street) presentaban arte e historia del legendario Jack Kirby.
Algunos números presentaban personajes ya existentes de DC: el 3 protagonizado por Metamorfo, escrito por su creador Bob Haney. En el 7 Creeper, ilustrado por Steve Ditko, creador del personaje. El 9 presentaba al personaje de la edad de oro Dr. Destino. Y el 13 tenía de protagonistas a los Nuevos Dioses.
El 12 tenía a un nuevo nueva versión, personaje que luego sería utilizado en algunas historias por James Robinson en la serie del mismo nombre de la década de 1990 y que hacía foco en el Starman Jack Knight, y luego utilizado brevemente en la serie Justice League of America de 2010.
Algunas historias que habían sido pensadas para su publicación en 1st Issue Special terminaron apareciendo en otros títulos. Una aventura de Batgirl y Robin en equipo fue publicada en Batman Family 1 (Septiembre/Octubre de 1975) y otra historia de Green Arrow y Canario Negro fue dejada en suspenso hasta que terminó siendo publicada en Green Lantern 100 (enero de 1978).

## Lista de historias y créditos
| Número | Fecha              | Personaje - "Título de la Historia"                                      | Guionista                    | Artistas                          |
| ------ | ------------------ | ------------------------------------------------------------------------ | ---------------------------- | --------------------------------- |
| 1      | Abril de 1975      | "Atlas The Great"                                                        | Jack Kirby                   | Jack Kirby y D. Bruce Berry       |
| 2      | Mayo de 1975       | Green Team: Boy Millionaires                                             | Joe Simon                    | Jerry Grandenetti                 |
| 3      | Junio de 1975      | Metamorpho, The Element Man: "The Freak And The Billion-Dollar Phantom." | Bob Haney                    | Ramona Fradon                     |
| 4      | Julio de 1975      | Lady Cop: "Poisoned Love"                                                | Robert Kanigher              | John Rosenberger y Vince Colletta |
| 5      | Agosto de 1975     | Manhunter                                                                | Jack Kirby                   | Jack Kirby y D. Bruce Berry       |
| 6      | Septiembre de 1979 | Dingbats of Danger Street                                                | Jack Kirby                   | Jack Kirby y Mike Royer           |
| 7      | Octubre de 1975    | The Creeper: "Menace of The Human Fire-Fly."                             | Michael Fleisher             | Steve Ditko y Mike Royer          |
| 8      | Noviembre de 1975  | The Warlord: "Land of Fear"                                              | Mike Grell                   | Mike Grell                        |
| 9      | Diciembre de 1975  | Doctor Fate: "The Mummy That Time Forgot"                                | Martin Pasko                 | Walt Simonson                     |
| 10     | Enero de 1976      | Outsiders: "Us...The Outsiders."                                         | Joe Simon                    | Jerry Grandenetti y Creig Flessel |
| 11     | Febrero de 1976    | Codename: Assassin                                                       | Gerry Conway y Steve Skeates | The Redondo Studio y Al Milgrom   |
| 12     | Marzo de 1976      | Starman                                                                  | Gerry Conway                 | Mike Vosburg y Mike Royer         |
| 13     | Abril de 1976      | New Gods: "Lest Night Fall Forever."                                     | Gerry Conway y Denny O'Neil  | Mike Vosburg                      |